# Erste Schlacht bei Cholet
Die  Erste Schlacht bei Cholet fand am 15. März 1793 während des Aufstandes der Vendée um Cholet im Département Maine-et-Loire statt.

## Vorgeschichte
Nachdem der Nationalkonvent am 23. Februar die Massenerhebung von 300.000 Mann angeordnet hatte, begannen die ersten Unruhen in den Mauges, als die Modalitäten der Rekrutierung bekannt gegeben wurden. Am 2. und 3. März weigerten sich junge Männer aus dem Kanton, die sich in Cholet versammelt hatten, die Stadt zu verlassen. In Beaupréau bedrohten Krawallmacher die Nationalgarde, die drei der Meuterer erschoss und acht von ihnen verwundete.
Am 12. März trieben 600 Bauern in Saint-Florent-le-Vieil die republikanischen Streitkräfte in die Flucht. Am 13. März nahmen sie unter der Führung von Jacques Cathelineau den Ort Jallais ein. Am 14. März fiel Chemillé den gleichen Bauern in die Hände. Die meisten der 200 Nationalgardisten, die die Stadt verteidigt hatten, waren gefangen genommen worden, ebenso wie ihre drei Couleuvrines, von denen die größte von den Bauern des Anjou in "Marie-Jeanne" umbenannt wurde und die sie zu einem echten Maskottchen machten.
Cathelineaus Siege provozierten den Aufstand hunderter anderer Gemeinden, die sich der kleinen Armee der Aufständischen anschlossen, besonders Jean-Nicolas Stofflet.

## Die Schlacht
Die Schlacht selbst war nur kurz. Am 15. März stellten sich die Bauern mit 15.000 Mann vor Cholet auf. Ein Unterhändler wurde entsandt, um über die Kapitulation der Republikaner in der Stadt zu verhandeln, aber Beauvau, der Kommandant des Ortes, weigerte sich. Er war der Meinung, dass seine 580 gut bewaffneten Nationalgardisten ausreichen würden, um die nur unzureichend bewaffneten Bauern abzuwehren.
Aber er irrte sich gewaltig, und innerhalb weniger Stunden eroberten die Aufständischen die Stadt und töteten 150 der Republikaner, darunter Beauvau, bei nur 40 eigenen Verlusten. Es wurde auch große Beute gemacht.

## Auswirkungen
Am nächsten Tag besetzten die Aufständischen Vihiers, das die Republikaner vorgezogen hatten aufzugeben. Doch die Bauern fürchteten sich vor der Unterdrückung der "Bleus", von der sie wussten, dass sie unvermeidlich war. Zu diesem Zeitpunkt suchten die Aufständischen die Adeligen ihres Landes, ehemalige Soldaten, auf, um sie zu überreden, sich an ihre Spitze zu setzen. Auf diese Weise schlossen sich mehrere Adelige wie Charles Artus de Bonchamps oder Maurice Gigost d’Elbée dem Aufstand an.
Auf Initiative ihrer Anführer beschlossen die Aufständischen dann, auf Chalonnes-sur-Loire bei Angers zu marschieren. Die Stadt wurde von 4000 Soldaten verteidigt. Angesichts der Bedrohung durch die Aufständischen zogen es die Verteidiger vor, die Stadt zu verlassen und sich nach Angers zurückzuziehen. Die Bauern, die von den Republikanern aus ihrem Land vertrieben worden waren, zerstreuten sich daraufhin und kehrten nach Hause zurück.
Der Aufstand war damit beendet, aber die zur Niederschlagung entsandte Revolutionsarmee sollte später den Krieg in den Mauges wiederaufnehmen.
Am 14. April 1793 besetzte der republikanische General Leygonier die Stadt Cholet, die am nächsten Tag von den Royalisten wieder erobert wurde. Die republikanischen Gefangenen, darunter Jean-Julien Savary, wurden dank der Bitten der Einwohner vom Tod verschont.
Koordinaten: 47° 3′ 36″ N, 0° 52′ 42″ W